# Toxorhina (Ceratocheilus) atritarsis
Toxorhina (Ceratocheilus) atritarsis is een tweevleugelige uit de familie steltmuggen (Limoniidae). De soort komt voor in het Neotropisch gebied.